# Arsenito de sodio
El arsenito de sodio o arsenito sódico es una sal sódica de ácido arsenioso que tiene forma de un polvo de color blanco grisáceo o blanco y tiene diferentes usos: Pesticida, Conservante del cuero, antiséptico, tinturas, jabones y fungicida. Conviene diferenciarlo del Arseniato de sodio. Ambos compuestos (arsenito y arseniato) estaban presentes en el Licor de Pearson utilizado tradicionalmente en medicina para tratar la sífilis.
Su uso más habitual es como fungicida destinado al control del Stereum hirsutum, principal hongo productor de la enfermedad llamada yesca de la vid y que afecta a las cepas de viñedos viejos. No hay otro producto que sea eficaz para este problema. También se ha usado para tratar otras enfermedades como la excoriosis y formas invernantes de la Piral en vid. Su abuso agrícola ha causado arsenicismo crónico por las manos y alimentos contaminados.

Átomos en juego en el Arsenito de sodio.

Es un producto muy nocivo para la salud humana: clasificado como muy tóxico (T+) y carcinogénico de categoría 1. Es más tóxico que el arsénico y 10-15 veces más que los arseniatos (V) de calcio o de plomo.

## Propiedades físico-químicas

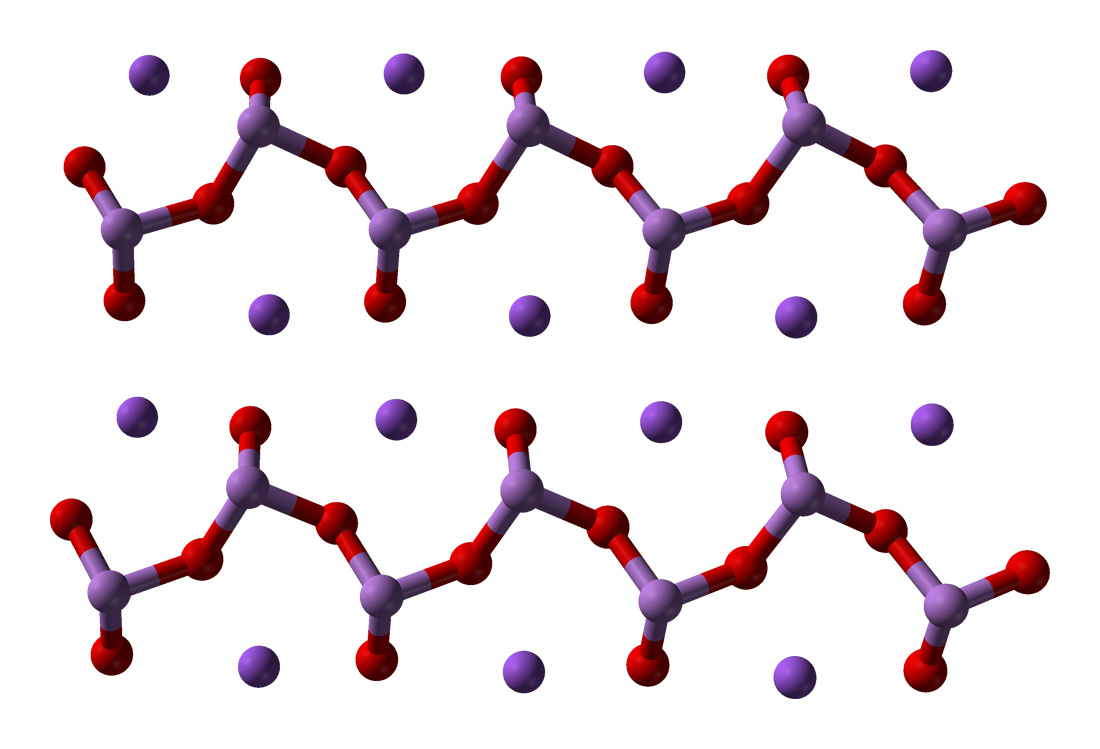
Cadena de arsenito de sodio.

Su fórmula química es NaAsO2. Inodoro y de sabor salino. Su punto de fusión es de 615 °C. Es soluble tanto en agua fría como en agua caliente, y ligeramente soluble en alcohol. Es ligeramente higroscópico. No inflamable, pero si se calienta intensamente desprende gases tóxicos e irritantes.
Reacciona con ácidos y oxidantes fuertes formando un gas tóxico: arsina. En contacto con algunos metales reacciona formando un gas combustible (hidrógeno) y arsina.  Los arsenitos se convierten lentamente en arseniatos en una atmósfera con oxígeno y se descomponen en atmósfera de dióxido de carbono.

## Efectos en la salud

### Efectos agudos
En contacto con la piel causa irritación, quemaduras, picazón, engrosamiento de la piel, sarpullido y pérdida de la pigmentación. Puede irritar y quemar los ojos. También puede irritar la nariz y la garganta provocando asfixia y tos. Además puede provocar alteraciones endocrinas como falta de apetito, sabor metálico, dolor de estómago, vómitos y dolor de cabeza. Pueden aparecer líneas blancas en las uñas tras una exposición aguda. A continuación se muestra una lista de los posibles efectos agudos:
- Piel

Irritación de la piel, eritema, lesiones en la piel, ulceraciones , verrugas y alta pigmentación con hiperqueratinización de la piel expuesta.  Provoca melanodermia. Además, puede absorberse a través de la piel.
- Ojos

Irritación de ojos, conjuntivitis, fotofobia, lesión de córnea, oscurecimiento de la visión, diplopía, lagrimeo.
- Inhalación e ingestión

Al ser inhalado causa irritación del tracto superior respiratorio con tos y sensación de quemazón, sequedad y constricción de las cavidades oral y nasal. Puede provocar úlceras o perforaciones óseas en la parte interna de la nariz.
Por ingestión causa irritación del tracto gastrointestinal con náuseas, vómitos, dolor abdominal, ardor, constricción faríngea, disfagia de estómago y diarrea (a veces con sangre). Estos síntomas gastrointestinales se deben al efecto irritante que el arsénico ejerce sobre las mucosas ocasionando una violenta inflamación con escara y a veces gangrena. Al ser un compuesto arsenical soluble, el cuadro comienza rápido: a partir de 30 a 60 minutos.
En ambos casos a partir del tercer o cuarto día pueden aparecer erupciones y enantemas en laringe y bronquios. Afecta también al sistema cardiovascular: Arritmias cardíacas, hipotensión, taquicardias, bloqueo aurículo-ventricular, fibrilación ventricular , asistolia irreversible, anoxia, cianosis acra y colapso. Otros síntomas son: sabor y olor a ajo al respirar, hipermotilidad, deshidratación y sed intensa. 
Si el arsenito de sodio no llega a causar la muerte, se puede producir una ligera vasodilatación sistémica que aumenta la permeabilidad capilar, alterando las funciones orgánicas. Esto provoca un daño a los túbulos renales y los glomérulos, que pueden necrosarse, determinando oliguria con proteinuria y hematuria: Es la nefritis arsenical (Brown, 1976).

### Efectos crónicos
El arsenito de sodio es carcinógeno y teratógeno. Produce mutación de las células somáticas en mamíferos, así como mutaciones en bacterias y/o levaduras.
Causa daño en los siguientes órganos: sangre, riñones, cerebro, sistema nervioso perférico, tracto gastrointestinal, piel, médula ósea, hígado.

#### Riesgo de cáncer
Es carcinógeno: causa cáncer de piel y pulmón. La cancerogénesis se podría deber a una lesión oxidativa del ADN, como lo indica los elevados niveles de la 8-hidroxi-2'-deoxiguanosina (8-OHdG).

#### Riesgo para la reproducción
Se ha demostrado que es teratógeno en animales, por lo que puede ser un teratógeno humano. Se ha visto que este tóxico atraviesa la placenta. El arsénico produce además, daño genético, como malformaciones oculares y renales; aborto y complicaciones en el embarazo.

#### Otros efectos a largo plazo
Puede provocar úlceras o perforaciones óseas en la parte interna de la nariz. También puede provocar daños al nivel de sistema nervioso provocando debilidad, avitaminosis B1, hormigueo y poca coordinación en brazos y piernas. Puede afectar al cerebro causando una encefalopatía permanente.
También puede provocar diabetes e inmunosupresión.

### Tratamientos
Lo primero es proceder al lavado gástrico con neutralizantes como agua albuminosa, carbón adsorbente o hidrato férrico coloidal. También se puede administrar solución al 5% de magnesia calcinada, combinable con sulfato férrico (remedio de Fusch). Se deben infundir sueros hidro-salinos-glucosado, con bicarbonato sódico o lactato sódico.
Debe mantenerse a 36-37 grados al intoxicado, mantener su tono circulatorio y calmar los dolores con medidas antishock si hiciesen falta.
Para evitar la insuficiencia hepática se debe administrar levulosa, metionina, colina, gluconato cálcico, vitaminas K, PP, C, A, así como cortisona o prednisona. Para favorecer la eliminación se deben usar diuréticos suaves. Para atenuar la polineuritis tomar complejos con vitaminas B1, B2, y B12. Las hemorragias se combatirán con transfusiones de pequeño volumen.
El antídoto es un quelante llamado British anti-lewisita (BAL), que es el 2,3 dimercaptopropanol o dimercaprol CH2OH–CH(SH)–CH2(SH). El tratamiento se inicia con una inyección intramuscular cada 4 horas el primer día. El segundo y tercer día cada 6 horas y a los días siguientes una cada 12 horas. El BAL puede causar episodios alérgicos, por lo tanto es recomendable administrar un antihistamínico antes de la inyección.
El BAL libera el arsénico de sus combinaciones con las enzimas y elementos activos del metabolismo celular. Lo que hace es unirlo a sus dos sulfhidrilos, y se forma un quelato menos tóxico y excretable. La actividad bioquímica de las enzimas dañadas se restablece y la célula recupera la normalidad. 
Nota: En ausencia de BAL, puede recurrirse a las infusiones venosas de 10 mL de hiposulfito sódico al 20% o a la de 100 mL de rongalita C.

## Efectos sobre el medio ambiente
Muy perjudicial porque es un arsenical soluble. Su uso agrícola puede provocar la infiltración a aguas subterráneas, que por escorrentía subterránea va a parar a acuíferos, ríos, lagos o mar.  La  biodegradación a corto plazo es poco probable, sin embargo, puede producirse degradación a largo plazo. Los productos de biodegradación son menos tóxicos que el propio arsenito sódico porque se transforma a compuestos arsenicales orgánicos. Por ejemplo: Los peces y mariscos pueden suponer un aporte importante de arsénico, pero al "organificar" el arsenio su efecto sobre la salud es mucho menor.
Las plantas adquieren arsénico básicamente desde el suelo, debido al usos de arsenito en los viñedos. El arsénico del suelo se fija fácilmente en las raíces, donde se unen a los péptidos fitoquelatina y homofiloquelatina. Por ello, las plantas comestibles también pueden suponer un aporte de arsénico.
- Produce ecotoxicidad en agua (LC50): 3 mg/l en 48 horas (Daphnia). 23 mg/l en 96 horas (Peces: trucha). 30 mg/l en 96 horas (Peces: pescado azul).

## Primeros auxilios en caso de contacto
- Contacto con los ojos:

Comprobar y retirar cualquier lente de contacto. En caso de contacto enjuagar rápidamente los ojos con abundante agua fría durante 15 minutos como mínimo, levantando de forma periódica los párpados superiores e inferiores. Luego busque de inmediato atención médica.
- Contacto con la piel:

Se debe quitar de inmediato la ropa contaminada y lavar la parte de la piel contaminada con abundante agua fría durante 15 minutos. Cubrir la piel irritada con un emoliente.  En caso de contacto se debe conseguir atención médica de inmediato. Es conveniente lavar la ropa antes de volverla a usar.
- Contacto serio con la piel:

Lavar con un jabón desinfectante y cubrir la piel contaminada con una crema antibacteriana. Solicitar ayuda médica de inmediato.
- Inhalación:

Retire a la persona del lugar de exposición. Si la respiración se ha detenido inicie la respiración artificial y la RCP en caso de que el corazón se detenga. Traslade de inmediato a la víctima a un centro de atención médica.
- Ingestión:

No inducir el vómito a no ser que haya personal médico especializado en el lugar. Nunca introducir nada en la boca si la persona está inconsciente. Enjuagar la boca. Dar a beber una papilla de carbón activado y agua. Quitar las ropas ajustadas como collares, corbatas y cinturones. Conseguir atención médica inmediatamente.

### Medidas preventivas en caso de derrame y fuga
Es necesario ponerse un traje de protección química, incluyendo un equipo autónomo de respiración. No se debe permitir que este producto químico se incorpore al ambiente. Se debe barrer la sustancia derramada e introducirla en un recipiente de plástico precintable, luego recoger cuidadosamente y trasladarlo a continuación a un lugar seguro.

## Datos de su toxicidad
En animales se han obtenido los siguientes parámetros:
- Intramuscular: Ratón: DL50= 14
- Intraperitoneal: Ratón : DL50 = 1,17; Rata: DL50 = 7;
- Intravenosa:  Rata: DLm = 6 ; Conejo: DL50 = 7,6
- Oral : Niño: DTm: 1; DLm= 2 Rata: DL50 = 41; Conejo: DL50 = 12.
- Percutánea: Rata: DL50 = 150.[5]

## Regulación

### U.S.A
En U.S.A. está en la lista de sustancias peligrosas, sujeto a reglamentos de la OSHA (Hazardous by definition of Hazard Communication Standard). Además está citada por la AGCIH (American Conference of Governmental Industrial Hygienists), el DOT (Deparment of Transportation), el NIOSH (National Institute for Occupational Safety and Health), el NTP (National Toxicology Program), el DEP (Deparment of Envirommental Protection), la IARC (International Agency for Research on Cancer),la EPA (Environmental Protection Agency) y EINECS (European Inventory of Existing Commercial Chemical Substances). Figura en la Lista de Sustancias Extremadamente Peligrosas para la Salud (Special Health Hazart Substance List).

### Unión Europea
Prohibido en todos los países de la Unión Europea desde el año 2003.

### España
Su venta en España es ilegal. Algunos agricultures viajan a Portugal para comprarlo, puesto que en este país resulta más fácil obtenerlo. La jurisprudencia en España dice que quienes se arriesguen a utilizarlo se enfrentarán a una fuerte sanción económica.
Antes de que el arseniato sódico fuera prohibido, se había establecido una autorización provisional en 1999 en el que se fijaron unas condiciones de seguridad para su uso, y también se estableció la obligación de superar un curso de capacitación especial para su manipulación. En la actualidad solo puede usarse bajo uso regulado y auditado, dada su prohibición.
Sus límites de exposición profesional (INSST 2008):
- VLA-ED: (como As) 0,01 mg/m3
- VLB: 35 μg/L en orina de arsénico inorgánico más metabolitos metilados